# František Brůna
František Brůna (Dolní Kralovice, 1944. október 13. – Benešov, 2017. április 24.) olimpiai ezüstérmes, világbajnok csehszlovák válogatott cseh kézilabdázó.

## Pályafutása
Az 1964-es hazai rendezésű világbajnokságon bronz-, az 1967-es svédországi vb-n aranyérmes lett a csehszlovák válogatottal. Az 1972-es müncheni olimpián az ezüstérmes csapat tagja volt. Két mérkőzésen lépett pályára az olimpiai tornán és három gólt szerzett.

## Sikerei, díjai
- Olimpiai játékok
  - ezüstérmes: 1972, München
- Világbajnokság
  - aranyérmes: 1967, Svédország
  - bronzérmes: 1964, Csehszlovákia